# وزارة الشؤون القانونية (اليمن)
وزارة الشؤون القانونية هي أحد وزارات الحكومة اليمنية، وتختص بالشؤون القانونية.

## الوزير
الوزير الحالي هو أحمد عمر محمد عرمان وزير الشؤون القانونية وحقوق الإنسان منذ 18 ديسمبر 2020م.